# Patreksfjörður
Patreksfjörður je především rybářská vesnice na severozápadě Islandu. V roce 2013 tu žilo 632 obyvatel. Obec byla pojmenována po Svatém Patrikovi, který byl duchovní vůdce původních osadníků této oblasti. Přestože se na evropské poměry jedná o malou obec, je možné zde najít nemocnici, policejní stanici, banku, hotel, benzínovou stanici a čtyři penziony. Nachází se tu i letiště s denními lety.